# Expedição Nimrod

Mapa da Expedição Nimrod

A Expedição Antárctica Britânica de 1907–09, conhecida como Expedição Nimrod, foi a primeira de três expedições à Antárctida lideradas por Ernest Shackleton. O seu principal objectivo, para além da pesquisa geográfica e científica, era ser o primeiro a chegar ao Polo Sul. O objectivo não foi atingido, mas o grupo atingiu um novo recorde chegando à latitude de 88° 23′ S, a apenas 157 km do polo. Foi a maior expedição ao Polo Sul até à data. Um outro grupo da expedição, liderado pelo professor de geologia Edgeworth David, chegou ao local estimado para o Polo sul magnético; a expedição também efectuou a primeira subida ao monte Érebo, o segundo maior vulcão da Antárctida.
A expedição não teve qualquer apoio do governo ou outra instituição, sendo, apenas, apoiada por empréstimos privados e contribuições individuais. Devido aos problemas financeiros, os seus preparativos foram feitos de forma mais acelerada. O navio Nimrod utilizado na expedição, tinha menos de metade da dimensão do navio de Robert Falcon Scott na Expedição Discovery (1901–04), o Discovery, e a tripulação de Shackleton tinha menos experiência. A decisão de Shackleton de estabelecer a base no estreito de McMurdo foi controversa pois ficava próxima da antiga base de Scott, e Shackleton tinha prometido não o fazer. Ainda assim, embora a natureza da expedição de Shackleton fosse menos elaborada que a de Scott, seis anos antes, acabou por alcançar uma maior popularidade a nível nacional fazendo de Shackleton um herói público. A equipa científica, que incluía o futuro líder da Expedição da Australásia na Antárctida, Douglas Mawson, realizou vários estudos geológicos, zoológicos e meteorológicos. O sistema de transporte de Shackleton, baseado em póneis da Manchúria, tracção motorizada e trenós puxados por cães, foi inovador e, embora limitados, foram, mais tarde, copiados por Scott na trágica Expedição Terra Nova.
No seu regresso, Shackleton acabou por superar o cepticismo inicial da Real Sociedade Geográfica sobre a possibilidade daquele atingir os objectivos iniciais, e recebeu honras públicas, incluindo o grau de Cavaleiro entregue pelo rei Eduardo VII do Reino Unido. A expedição não lhe trouxe grandes ganhos financeiros e teve mesmo de ser apoiado por uma garantia governamental que lhe cobrisse as suas dívidas. Nos três anos seguintes, o seu recorde de latitude sul foi ultrapassado por, primeiro, Amundsen e, depois, por Scott, ao atingirem o Polo Sul. No entanto, no seu momento de triunfo, Amundsen afirmou: "O nome de Sir Ernest Shackleton será sempre escrito em letras grandes nos anais da Exploração Antárctica".

## Origem
Quando fez parte da Expedição Discovery, a primeira expedição de Scott, Shackleton era um oficial subalterno. Foi enviado para casa no navio de apoio, o Morning, em 1903, depois de ter ficado fisicamente incapacitado durante a viagem principal ao sul. A decisão de Scott foi que ele "não deveria correr mais riscos dado o seu presente estado de saúde". Shackleton assumiu o seu colapso como um estigma a nível pessoal e, no seu regresso a Inglaterra, estava determinado a provar a si mesmo, nas palavras do segundo-no-comando do Discovery Albert Armitage, que "era um homem melhor que Scott". Quando recuperou, teve a oportunidade de voltar à Antárctida como oficial-chefe do segundo navio de apoio do Discovery, o Terra Nova, mas recusou o convite; também, ajudou a equipar aquele navio e o Uruguay, o navio preparado para dar assistência à expedição de Otto Nordenskjöld, preso no mar de Weddell. Durante os anos seguintes, desejoso de voltar à Antárctida, procurou outras opções e, em 1906, estava a trabalhar para o milionário do sector industrial Sir William Beardmore, como oficial de relações públicas.
De acordo com o biógrafo Roland Huntford, o orgulho pessoal de Shackleton tinha ficado afectado pela referência ao seu colapso no relato de Scott da Expedição Discovery, o livro The Voyage of the Discovery, publicado em 1905. Passou a ser uma missão pessoal regressar à Antárctida e superar Scott, e iniciou a procura de financiadores para uma expedição organizada por si. O seu plano inicial surgiu num documento não publicado datado de início de 1906. O custo estimado da expedição era de 17 000 libras (valor actual 1 330 000 libras). Shackleton recebeu a primeira promessa de apoio em 1907 quando o seu patrão, Beardmore, ofereceu uma garantia de empréstimo de 7 000 libras (valor actual 550 000 libras). Com estes montantes, Shackleton sentiu-se confiante para anunciar as suas intenções à Real Sociedade Geográfica (RSG) no dia 12 de Fevereiro de 1907. A razão para a pressa de Shackleton era a notícia de que o explorador polaco Henryk Arctowski estava a planear uma expedição, anunciada no mesmo dia, na RSG. Contudo, os planos de Arctowski não seguiriam em frente.

## Organização

### Planos iniciais
O plano não publicado de Shackleton previa estabelecer a base da expedição no mesmo local do da Expedição Discovery, no estreito de McMurdo. Dali seriam efectuadas todas as partidas para alcançar o Polo Sul geográfico e o magnético. Também seriam efectuadas outras viagens, e o programa científico estaria em laboração. Este plano prévio também estabelecia o método de transporte que combinava a utilização de cães, póneis e um veículo motorizado especialmente concebido para a expedição. Nem os póneis, nem o veículo motorizado tinham ainda sido utilizados na Antárctida antes, embora os póneis já tivessem sido utilizados por Frederick Jackson durante a Expedição Jackson–Harmsworth ao Árctico, em 1894–97. Apesar dos relatórios confusos de Jackson sobre a capacidade dos póneis, e contrariamente ao conselho de Nansen, um conceituado e experiente explorador polar, Shackleton ficou impressionado o suficiente para levar 15 desses animais (mais tarde seriam 10). Quando anunciou os seus planos à RSG, em Fevereiro de 1907, Shackleton tinha revisto o custo total da expedição para 30 000 libras (valor actual 2 350 000 libras). Contudo, a RSG não deu qualquer resposta à proposta de Shackleton; mais tarde, ele ficaria a saber que a Sociedade tinha conhecimento do desejo de Scott de liderar uma nova expedição, e os fundos financeiros daquela estavam reservados para Scott.

### O navio da expedição,Nimrod

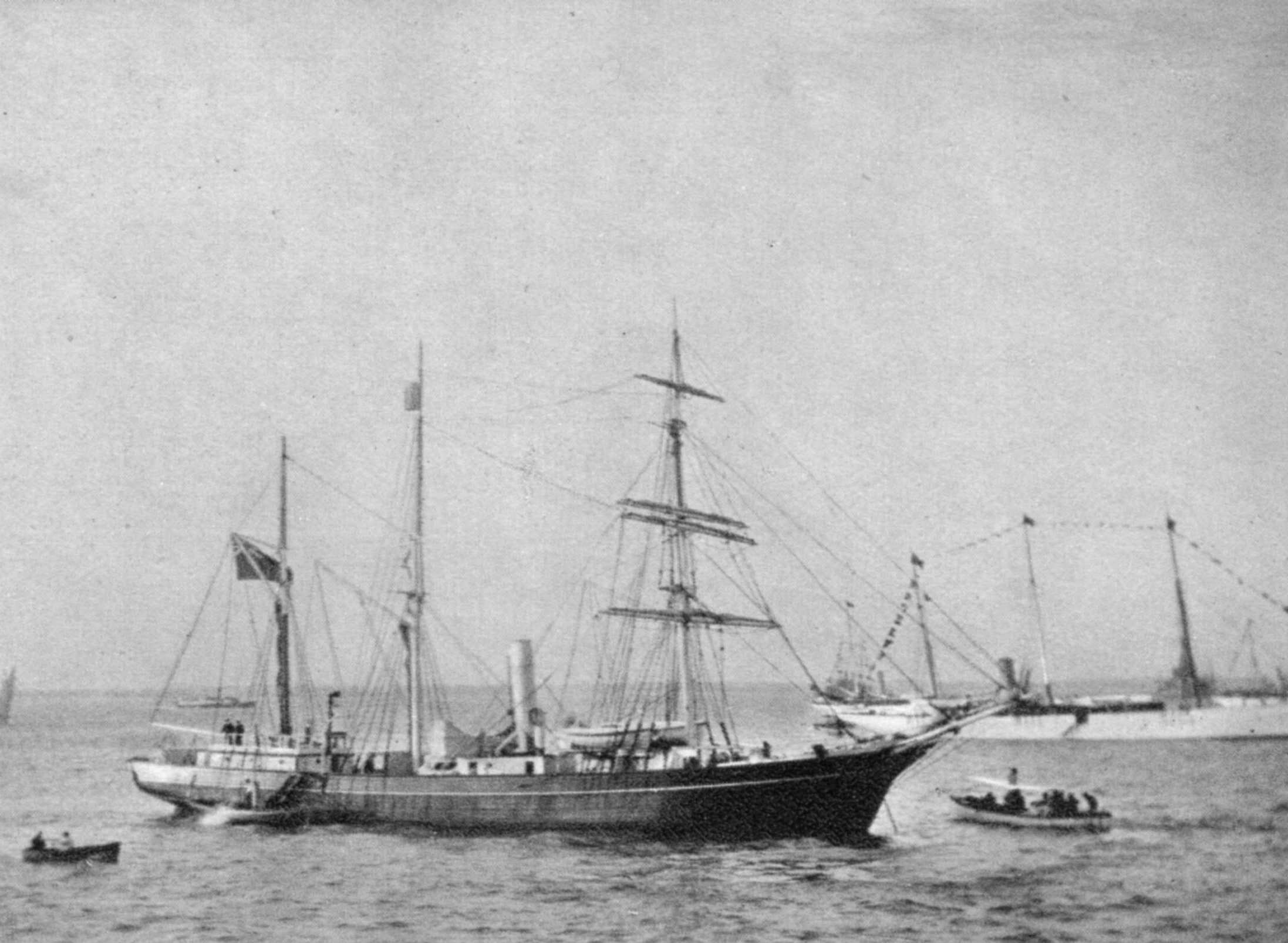
O navio da expedição, Nimrod, a partir para o Polo Sul.

Shackleton pretendia chegar à Antárctida em Janeiro de 1908, o que significava partir de Inglaterra durante o Verão de 1907. Tinha, portanto, seis meses para garantir o financiamento, adquirir e equipar o navio, comprar todos os equipamentos e provisões e recrutar os membros da expedição. Em Abril, acreditando que tinha o apoio financeiro do empresário escocês Donald Steuart, Shackleton viajou para a Noruega para comprar um navio de 700 toneladas, o Bjorn, que era o navio ideal para uma expedição polar. Contudo, Steuart cancelou a sua ajuda, e o Bjorn ficou fora do orçamento de Shackleton. O navio norueguês acabou por ser adquirido pelo explorador alemão Wilhelm Filchnere, agora com o nome de Deutschland, sendo utilizado na sua viagem de 1911–13 ao mar de Weddell. Shackleton apenas conseguiu adquirir um navio mais antigo e mais pequeno, o Nimrod, de caça a focas, construído em madeira e com 40 anos de idade, de 334 ton, que conseguiu adquirir por 5 000 libras (valor actual 392 000 libras).
Shackleton ficou chocado na primeira vez que viu o Nimrod, depois da sua chegada a  Londres desde a Colónia da Terra Nova, em Junho de 1907. "Ele estava em muito mau estado e tinha um forte cheiro a óleo de foca, e uma inspecção [...] mostrou que precisava de ser calafetado e que os seus mastros teriam que ser substituídos." No entanto, nas mãos de experientes construtores navais, ele depressa "ficaria com uma aparência satisfatória". Mais tarde, Shackleton disse que tinha ficado bastante orgulhoso daquele pequeno e robusto navio.

### Angariação de fundos
Em Julho de 1907, Shackleton não tinha conseguido muita ajuda financeira para além da garantia de Beardmore e começava a ter dificuldades em equipar o navio. Em meados de Julho, foi ter com o filantropo, Edward Guinness, conde de Iveagh, que concordou em entregar um montante de 2 000 libras (valor actual 160 000 libras) desde que Shackleton conseguisse reunir mais 6 000 libras junto de outros financiadores. Shackleton conseguiu juntar o montante, incluindo 2 000 libras de Sir Philip Brocklehurst, que entregou este dinheiro para garantir um lugar na expedição.
Um donativo de última hora, 4 000 libras, do primo de Shackleton, William Bell, ainda assim deixava o fundo longe das 30 000 libras necessárias, mas permitia equipar e remodelar o Nimrod. A angariação continuou na Austrália depois de o navio chegar; o governo australiano contribuiu com 5 000 libras e o governo neozelandês participou com 1 000 libras. Assim, com o acumular de pequenos empréstimos e donativos, Shackleton conseguiu juntar as 30 000 libras necessárias, embora, no fim da expedição, se tenha gasto mais do que o orçamentado, cerca de 45 000 libras.
Shackleton esperava receber bastante dinheiro com o seu livro sobre a expedição e com palestras. Também esperava lucrar com a venda de uma série de selos, com o carimbo dos correios da Antárctida, especialmente feitos para comemorar a expedição. Nenhuma destas situações produziu, no entanto, os efeitos desejados.

### Membros da expedição

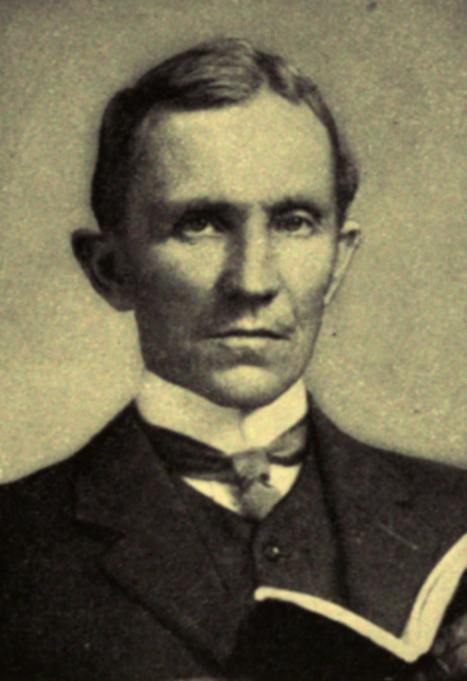
Prof. Edgeworth David, líder da equipa científica.

Shackleton esperava recrutar homens que tinham feito parte da Expedição Discovery e propôs ao seu companheiro Edward Wilson o lugar de cientista-chefe e segundo-no-comando. Wilson recusou, desculpando-se com o seu trabalho na Comissão do Conselho de Agricultura para a Investigação da Doença do Galo-silvestre. Seguiram-se mais convites e novas recusas de ex-membros do Discovery: Michael Barne, Reginald Skelton e George Mulock que, sem querer, revelaram a Shackleton que os oficiais da anterior expedição se tinham comprometido com Scott e com a sua, ainda por anunciar, nova expedição. Os únicos que concordaram em juntar-se a Shackleton foram Frank Wild e Ernest Joyce.
O segundo-no-comando de Shackleton - embora esta questão só tenha ficado clara quando chegaram à Antárctida - era Jameson Boyd Adams, um tenente da Reserva da Marinha Real, que se tinha recusado ser um oficial de carreira; acabou por assumir, também, as funções de meteorologista da expedição. O capitão do Nimrod' era outro oficial da reserva da marinha, Rupert England; John King Davis, de 23 anos de idade, que, mais tarde, faria carreira como capitão em outras expedições à Antárctida, foi escolhido como imediato, no último minuto. Aeneas Mackintosh, um oficial da Marinha mercante da empresa naval Peninsular and Oriental Steam Navigation Company, era para ser segundo-oficial, mas seria transferido, posteriormente, para o grupo terrestre, sendo substituído por A. E. Harbord. Outros membros do grupo terrestre eram dois cirurgiões, Alistair Mackay e Eric Marshall; Bernard Day, técnico de motores; e Sir Philip Brocklehurst, o membro que entregou um montante financeiro para fazer parte da expedição, como assistente do geólogo.

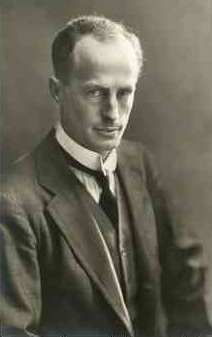
Douglas Mawson, um dos últimos membros da equipa científica.

A pequena equipa científica que partiu de Inglaterra incluía o biólogo James Murray de 41 anos, e o geólogo Raymond Priestley, de 21 anos, um dos futuros fundadores do Instituto de Pesquisa Polar Scott.Na Austrália, a expedição recebeu mais dois membros: Edgeworth David, professor de Geologia na Universidade de Sydney, que passou a ser o cientista-chefe; e um ex-aluno de David, Douglas Mawson, formado em mineralogia na Universidade de Adelaide. David conseguiu obter um empréstimo do governo australiano no valor de 5 000 libras.
Antes de partirem para a Antárctida, em Agosto de 1907, Joyce e Wild tiveram uma rápida formação em métodos de impressão, pois Shackleton tencionava publicar um livro ou uma revista enquanto estivessem na Antárctida.

## Promessa a Scott

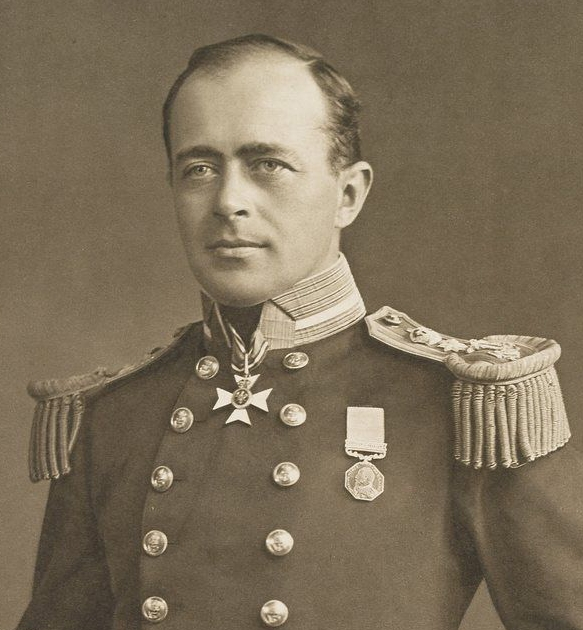
Robert Falcon Scott.

O anúncio de Shackleton, em Fevereiro de 1907, no qual dava a conhecer a sua intenção de estabelecer a base da sua expedição na da Discovery, chamou a atenção de Scott, cujos planos para uma futura ida à Antárctida ainda eram desconhecidos. Numa carta endereçada a Shackleton, Scott reclamou para si os direitos sobre o estreito de McMurdo. "Acho que tenho um certo direito no meu próprio local de trabalho", escreveu Scott, acrescentando: "todos aqueles ligados à exploração saberão que esta região me pertence". Conclui lembrando a Shackleton do seu dever de lealdade para com o seu antigo comandante.
A primeira reacção de Shackleton foi de defesa: "Gostaria de seguir o seu ponto de vista tanto quanto possível sem criar uma situação insustentável para mim próprio". No entanto, Edward Wilson, a pedido de Scott para intermediar a questão, respondeu de forma mais dura: "Acho que se deve retirar do estreito de McMurdo", escreveu, aconselhando Shackleton a não fazer planos para trabalhar em que sítio fosse do mar de Ross até Scott decidir "quais os limites dele próprio". A isto, Shackleton respondeu: "Não há qualquer dúvida, na minha mente, que os seus direitos terminam no seu pedido [...] Considero que atingi o meu limite e não vou adiantar mais nada".
O assunto ficou por resolver quando Scott regressou do mar em Maio de 1907. Scott propôs uma linha de separação a 170° W — tudo o que ficasse a oeste daquela linha, incluindo a ilha Ross, o estreito de McMurdo e a terra de Vitória, seria "propriedade" de Scott. Shackleton, com outros problemas a pressioná-lo, sentiu-se na obrigação de aceitar a proposta. A 17 de Maio, assinou uma declaração onde dizia "A base de McMurdo fica para si", e que procuraria terra mais para leste, ou na enseada da Barreira, visitada brevemente durante a expedição Discovery, ou na terra do Rei Eduardo VII. Ele não tocaria, de maneira nenhuma, na terra de Vitória. Era uma derrota perante Scott e Wilson, e significava atrasar o objectivo da expedição de atingir o Polo Sul magnético, localizado no interior da terra de Vitória. O historiador polar Beau Riffenburgh acredita que esta era uma "promessa que, eticamente, nunca deveria ter sido solicitada, e que nunca deveria ter sido aceite, pelas consequências que podia ter na segurança de toda a expedição de Shackleton". Esta disputa azedou as relações entre os dois homens (no entanto, em público, portavam-se de maneira civilizada), e levou a um corte de relações entre Shackleton e o seu amigo Wilson.
No seu relato da expedição, Shackleton não faz qualquer referência ao conflito com Scott. Afirma, apenas, que "antes de deixar a Inglaterra, decidi que, se possível, estabeleceria a minha base na Terra do Rei Eduardo VII em vez do [...] Estreito de McMurdo".

## A expedição

### Partida para a Antárctida
Depois de inspeccionado pelo rei Eduardo VII e pela rainha Alexandra, o Nimrod partiu no dia 11 de Agosto de 1907. Shackleton ainda permaneceu em Inglaterra a tratar de negócios; ele, e outro membro da expedição, só partiram mais tarde, num navio mais rápido. Todos os membros da expedição reuniram-se na Nova Zelândia, preparados para a partida do navio para a Antárctida no primeiro dia do novo ano, em 1908. Para poupar combustível, Shackleton contratou um navio de reboque, do governo neozelandês, para levar o Nimrod até ao Círculo Polar Antártico, a cerca de 2 600 km; os custos do reboque foram divididos pelo governo e pela Union Steam Ship Company. A 14 de Janeiro, com a primeira aparição dos icebergues, o navio rebocador soltou o Nimrod. Navegando, agora, sozinho, o Nimrod seguiu para sul até às camadas de gelo flutuantes, em direcção à Barreira onde, seis anos antes, o Discovery tinha estado para permitir que Scott e Shackleton efectuassem voos experimentais de balão.
A Barreira (mais tarde conhecida como Plataforma de gelo Ross), foi avistada no dia 23 de Janeiro, mas a enseada tinha desaparecido; o limite da Barreira tinha sofrido alterações significativas nos anos anteriores, e a zona que incluía a abertura, tinha-se partido e agora formava uma grande baía, a que Shackleton deu o nome de baía das Baleias, depois de terem visto várias baleias nesse local. Shackleton não estava preparado para passar o Inverno na superfície da Barreira, pois esta podia quebrar-se e cair no mar, e decidiu seguir para a terra do Rei Eduardo VII. Depois de várias tentativas para se aproximar da costa, e com o perigo iminente de o gelo flutuante começar a prender o navio, o Nimrod foi forçado a retirar-se. A única escolha de Shackleton, se não abandonasse os objectivos da expedição, era quebrar a promessa feita a Scott. A 25 de Janeiro, ordenou que o navio se dirigisse para o estreito de McMurdo.

### Cabo Royds

#### Instalação da base

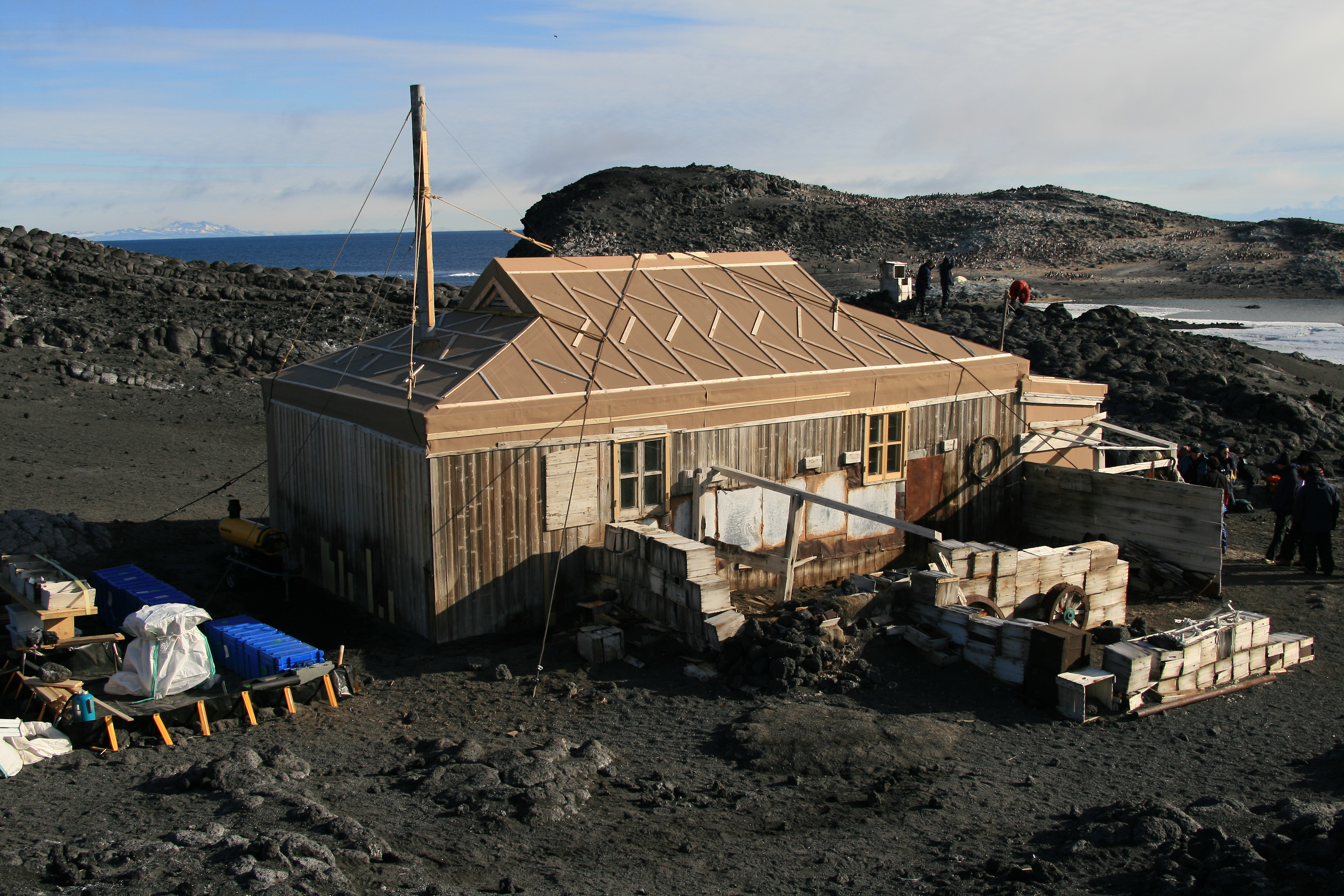
Cabana da expedição em cabo Royds

Quando chegaram ao estreito de McMurdo, no dia 29 de Janeiro de 1908, o progresso do Nimrod em direcção a sul, para a base do Discovery, em Hut Point, foi bloqueado pelo mar gelado. Shackleton decidiu esperar mais uns dias na esperança que o gelo pudesse quebrar. Durante este período de espera, o segundo-oficial, Aeneas Mackintosh sofreu um acidente que lhe fez perder o olho direito. Depois de uma operação de urgência efectuada por Marshall e Mackay, foi obrigado a voltar para a Nova Zelândia com o Nimrod. Após recuperar, regressou com o navio na estação seguinte.
A 3 de Fevereiro, Shackleton decidiu instalar a sua base no local de desembarque mais próximo, cabo Royds, em vez de esperar que as condições do gelo mudassem. Na tarde desse dia, o navio ancorou, e escolheram um sítio para construir a cabana pré-fabricada. O local estava separado de Hut Point, pelo mar, cerca de 27 km, sem rota terrestre para sul. Shackleton achava que o grupo tinha "sorte por ter um local para passar o Inverno assim tão próximo do ponto de partida para sul".

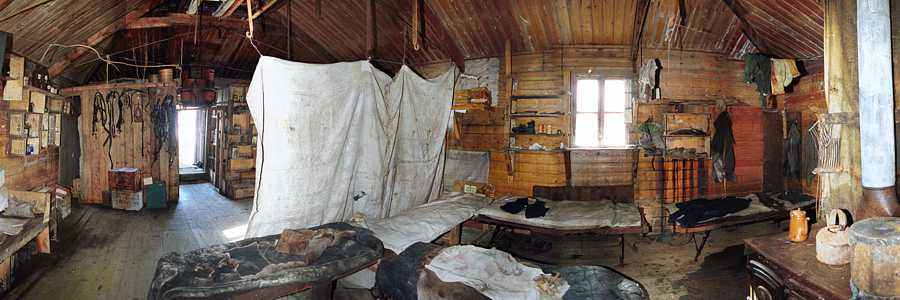
Interior da cabana.

Os dias seguintes foram passados com o descarregar da carga a bordo do navio. Este trabalho foi prejudicado pelas más condições meteorológicas, e pelo cuidado que o capitão England tinha ao levar, frequentemente, o navio até à baía, até que as condições do gelo fossem as mais adequadas no local de desembarque. As duas semanas seguintes foram idênticas, dando origem a discussões entre Shackleton e o capitão. A tarefa de desembarque tornou-se, na descrição de Riffenburgh, "tediosamente  difícil", mas terminou a 22 de Fevereiro. Por fim,  o Nimrod pode rumar para norte, sem England saber que o engenheiro do navio, Harry Dunlop, levava uma carta de Shackleton para o agente da expedição na Nova Zelândia, a solicitar que o capitão fosse substituído na viagem de regresso do ano seguinte. Este facto era do conhecimento do grupo terrestre; Marshall registou no seu diário que "estava contente por ir deixar de ver [England] ... que dava um mau nome ao país!".

#### Subida ao monte Érebo

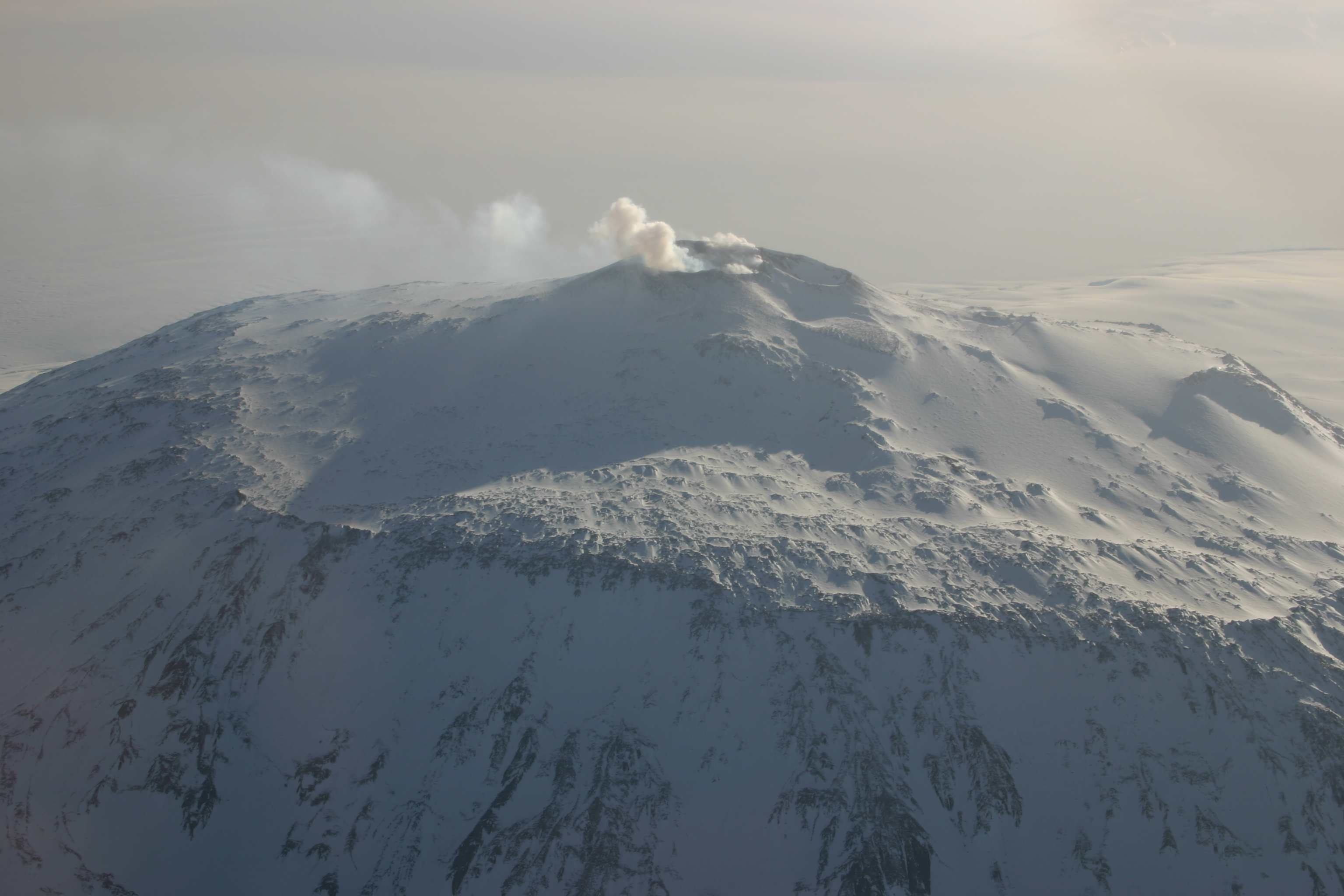
Monte Érebo.

Depois da partida do Nimrod, o gelo do mar começou a partir-se, barrando a rota do grupo para a Barreira e impossibilitando os primeiros testes em trenó e a instalação de depósitos. Shackleton decidiu motivar o pessoal da expedição dando ordens para uma subida ao monte Érebo.
Esta montanha, com 3 790 m de altitude, nunca tinha sido escalada. Um grupo do Discovery (que incluía, entre outros, Frank Wild e Ernest Joyce) tinham explorado o seu sopé em 1904, mas não passaram dos 910 m. Nem Wild nem Joyce faziam parte do grupo de subida ao Érebo, que consistia em Edgeworth David, Douglas Mawson e Alistair Mackay; Marshall, Adams e Brocklehurst formavam o grupo de apoio. A subida teve início no dia 5 de Março.
A 7 de Março, os dois grupos reuniram-se a 1 700 m, e avançaram para o topo da montanha. No dia seguinte, um nevão bloqueou-lhes o caminho mas, dois dias depois, continuaram a subida; mais tarde nesse dia, chegaram à zona da cratera secundária. Por esta altura, os pés de Brocklehurst estavam muito queimados pelo frio, e ficou no acampamento, enquanto os outros continuaram para a cratera principal, activa, aonde chegaram quatro horas depois. Realizaram várias experiências no campo meteorológico, e recolheram várias amostras geológicas. O regresso foi mais rápido, através de descidas pelas encostas. O grupo chegou ao abrigo de cabo Royds "quase mortos ", de acordo com Eric Marshall, no dia 11 de Março.

#### Inverno de 1908
A cabana da expedição, uma estrutura pré-fabricada de 10,0 m x 5,8 m, ficou pronta no final de Fevereiro. Foi organizada em divisões para duas pessoas, com uma área para cozinha, uma câmara-escura, uma despensa e um laboratório. Os póneis ficaram abrigados em estábulos construídos no lado mais abrigado da cabana, enquanto os canis ficaram junto do alpendre. O tipo de liderança de Shackleton, em oposição à de Scott, não fazia distinção entre hierarquias, todos comiam, trabalhavam e viviam o dia-a-dia juntos. O moral era elevado; tal como o assistente de geólogo, Philip Brocklehurst, escreveu, Shackleton "tinha o dom de tratar cada membro da expedição como se cada um deles fosse indispensável".
Nos meses seguintes, no meio de um escuro Inverno, Joyce e Wild imprimiram cerca de 30 cópias do livro da expedição, Aurora Australis, as quais foram cosidas e amarradas utilizando materiais de embalagens. No entanto, o trabalho mais importante, realizado nesta estação do ano, foi a preparação para as viagens da estação seguinte: tentativa de atingir o Polo Sul magnético e o Polo Sul geográfico. Ao estabelecer a sua base no estreito de McMurdo, Shackleton pôde incluir, de novo, o objectivo de alcançar o Polo Sul magnético. O próprio Shackleton iria liderar a viagem ao Polo Sul, a qual tinha sofrido um sério contratempo com a morte de quatro póneis durante o Inverno, devido a terem ingerido areia do vulcão que continha muito sal.

### Viagem ao Sul

#### Ida
A escolha que Shackleton fez de equipas constituídas por quatro homens, deve-se, essencialmente, ao número de póneis sobreviventes. Influenciado pela sua experiência na Expedição Discovery, preferiu levar póneis, em vez de cães, para a longa marcha polar. O veículo motorizado, que se deslocava melhor em superfícies planas, não se mostrou apropriado para a Barreira, e foi colocado de lado. Os homens escolhidos por Shackleton  foram Marshall, Adams e Wild. Joyce, o membro com mais experiência na Antárctida, para além de  Wild, foi excluído por razões médicas, depois de Marshall, o médico, o ter examinado e ter ficado com dúvidas sobre o seu estado físico.
A marcha teve início a 29 de Outubro de 1908. Shackleton calculou a distância de regresso ao Polo em 2 767 km. O seu plano inicial previa 91 dias para a viagem de regresso, efectuando por dia cerca de 30 km. Depois de uma lenta partida devido a más condições atmosféricas e a problemas com os cavalos, Shackleton reduziu a ração diária para permitir prolongar o tempo da viagem para 110 dias. Isto implicava uma menor média diária de marcha de pouco mais de 20 km. Entre 9 de Novembro e 21 de Novembro, o progresso foi positivo, mas os póneis estavam a sofrer com a superfície da Barreira, e tiveram que abater um deles quando chegaram à latitude de 81° S. A 26 de Novembro, estabeleceram uma nova latitude sul quando passaram a marca de 82° 17′ estabelecida por Scott em Dezembro de 1902. O grupo de Shackleton efectuou a distância em 29 dias, contra os 59 de Scott, e utilizou um percurso bastante mais afastado para leste, para evitar os problemas na superfície que a viagem anterior tinha encontrado.
À medida que o grupo entrava em território desconhecido, a superfície da Barreira começou a ficar irregular e quebradiça; entretanto, mais dois póneis tinham morrido. As montanhas para oeste bloquearam-lhes o caminho para sul, e a atenção do grupo virou-se para "um brilho de luz muito forte" no céu à frente deles. A razão para este fenómeno ficou clara a 3 de Dezembro quando, depois de uma escala pelo sopé da cadeia de montanhas, viram o que Shackleton descreveria como "uma via aberta para sul, [...] um glaciar de grandes dimensões, com uma orientação sul-norte, entre duas enormes montanhas".

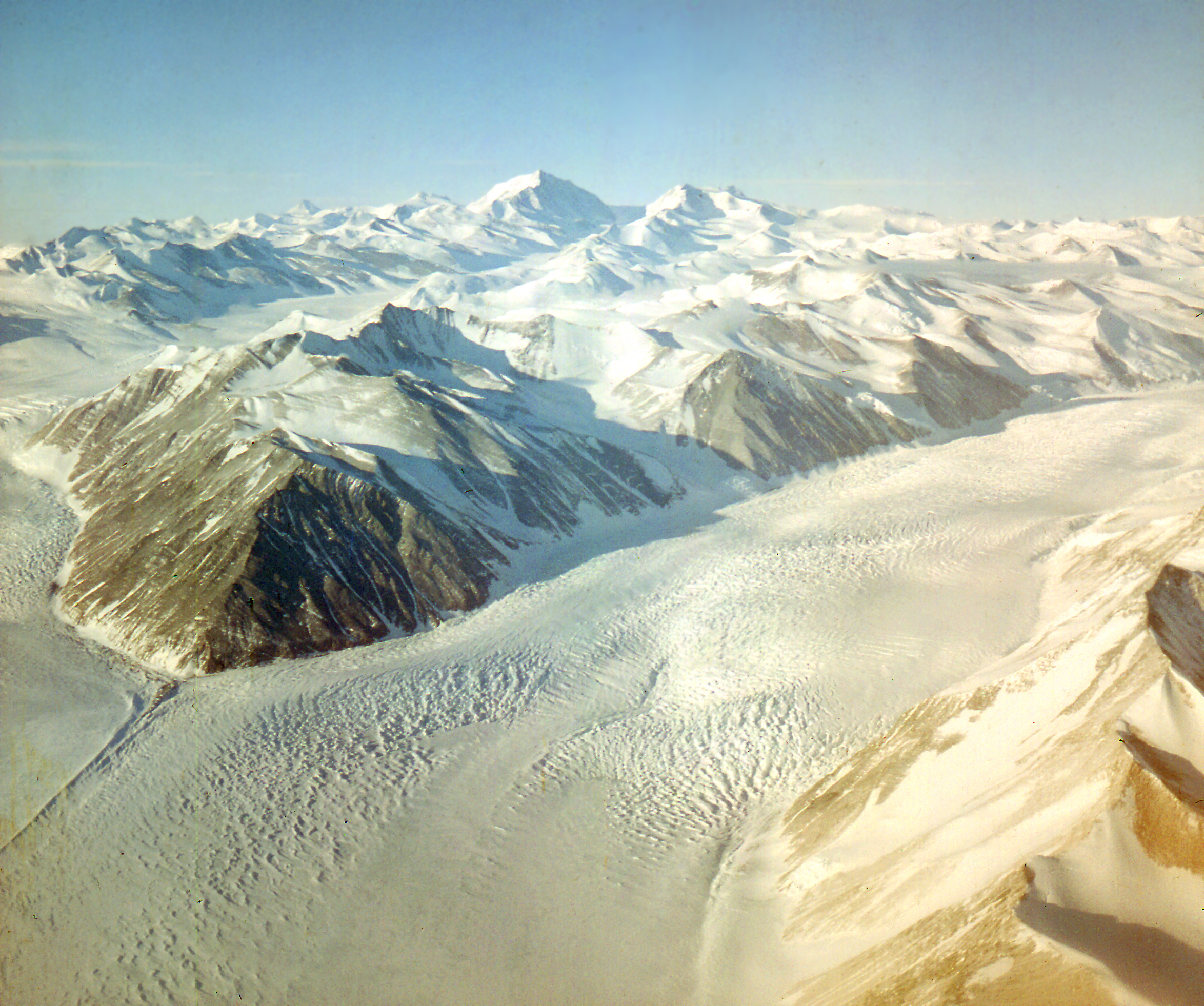
Glaciar Beardmore, descoberto pelo grupo de Shackleton na viagem ao sul, a 3 de Dezembro de 1908.

Shackleton deu o nome de "Beardmore" ao glaciar, em homenagem ao maior patrocinador da expedição. Marchar pela superfície do glaciar demonstrou ser um desafio, em especial para Socks, o último pónei, que estava com dificuldade em encontrar um caminho seguro. A 7 de Dezembro, desapareceria numa fenda no gelo, quase levando Wild com ele. Por sorte, para o grupo, o cabo que prendia o animal partiu-se, e os trenós que ele puxava, com provisões, ficou na superfície. Contudo, o restante caminho em direcção a sul, e o regresso, foram efectuados com os homens a puxarem os trenós.
À medida que a marcha ia decorrendo, começaram a ocorrer alguns conflitos pessoais. Wild, no seu íntimo, desejava que Marshall "caísse numa fenda com 300 m de profundidade". Marshall escreveu que seguir Shackleton até ao Polo era "como seguir uma velha. Sempre a entrar em pânico". No entanto, o Natal foi celebrado com creme de menta e charutos. Encontravam-se a 85° 51′ S, a 461 km do Polo, e transportavam pouco mais de um mês de rações, depois de terem armazenado a restante alimentação para o regresso. Com esta quantidade de rações, não poderiam efectuar a distância remanescente ao Polo e regressar. Contudo, Shackleton não se encontrava preparado para admitir que o Polo estava a ficar inacessível, e decidiu seguir em frente depois de reduzir a alimentação diária, e de deixar para trás uma parte do equipamento.
No dia 26 de Dezembro, terminaram a subida ao glaciar, e deram início à caminhada pelo planalto polar. As condições continuavam difíceis. Shackleton registou que o dia 31 de Dezembro foi "o dia mais difícil que tiveram". No dia seguinte, observou que, tendo chegado até à latitude 87° 6½′ S, tinham superado ambos os recordes do Polo Norte e Polo Sul. Nesse dia, Wild escreveu que "se tivéssemos Joyce e Marston aqui, em vez destes dois inúteis..." (Marshall e Adams) "...teríamos conseguido atingi-lo [o Polo] facilmente.". A 4 de Janeiro de 1909, Shackleton admitiu, por fim, que o Polo estava para além das suas possibilidades, e alterou o objectivo para a conquista simbólica de ficar a menos de 160 km do Polo. O grupo prosseguiu, em extrema dificuldade, até ao dia 9 de Janeiro de 1909, depois de uma último esforço sem trenó e sem equipamento. "Já não temos mais força", escreveu Shackleton, "e estamos a 88° 23′ S". Estavam a 156 km do Polo Sul. A bandeira britânica foi colocada no local, e Shackleton designou o planalto com o nome de Rei Eduardo VII.

#### Regresso
O grupo iniciou o regresso 73 dias depois de ter partido para sul. As rações já tinham sido alvo de cortes por diversas vezes por forma a prolongar a duração da viagem para além dos 110 dias previstos. Shackleton pretendia chegar a Hut Point em 50 dias, dadas as suas ordens ao Nimrod: depois do seu regresso, o navio devia regressar a casa no dia 1 de Março, o mais tardar. Nesta altura, o estado físico dos quatro homens era lastimável, no entanto, nos dias que se seguiram ao seu regresso, conseguiram efectuar distâncias consideráveis, chegando ao topo do glaciar a 19 de Janeiro. Quando começaram a descida, tinham comida para cinco dias, no caso de apenas se alimentarem de meia ração, até chegaram ao depósito de Lower Glacier; durante a subida, a mesma distância tinha sido realizada em 12 dias. O estado físico de Shackleton era preocupante; contudo, de acordo com Adams, "quanto pior ele se sentia, com mais força puxava".
Chegaram ao depósito no dia 28 de Janeiro. Wild, doente com disenteria, não estava em condições de puxar o trenó e só se alimentava dos poucos biscoitos existentes. A 31 de Janeiro, Shackleton deu o seu próprio biscoito a Wild, um gesto que o emocionou - "Meu Deus! Nunca esquecerei. Milhares de libras não teriam sido suficientes para comprar aquele biscoito". Uns dias mais tarde, o restante grupo ficou com enterite, resultado de terem ingerido carne de pónei estragada. No entanto, a marcha tinha que continuar no mesmo ritmo; as pequenas quantidades de comida levadas entre cada depósito podiam transformar qualquer atraso numa situação fatal. Por sorte, o vento soprava nas suas costas ajudando-os a manter uma boa marcha.

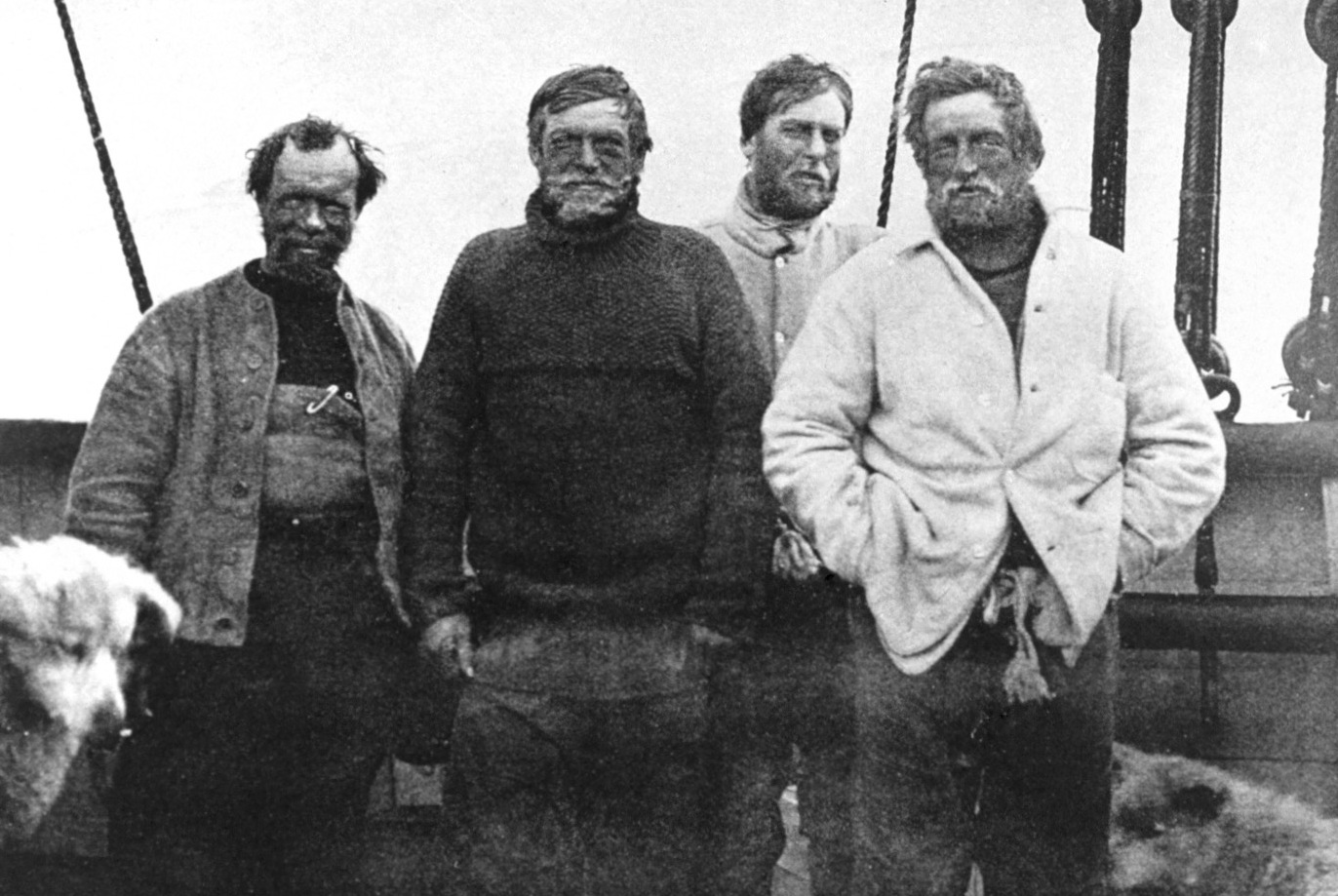
(da esq. para a dta.)
Wild, Shackleton, Marshall e Adams a bordo do Nimrod depois do regresso da viagem ao sul.

"Estamos tão magros que os nossos ossos doem quando nos deitamos na neve dura", escreveu Shackleton. A partir do dia 18 de Fevereiro, começaram a encontrar os marcos de referência e, a 23, chegaram ao depósito Bluff o qual, para descanso do grupo, tinha sido reforçado por Ernest Joyce. A quantidade de alimentos de qualidade superior foi listada por Shackleton: "ameixas carlsbad, ovos, bolos, pudim de ameixa, bolo de gengibre e fruta cristalizada". O comentário de Wild foi: "Grande Joyce!".
Os seus problemas com a alimentação estavam resolvidos, mas tinham que se apressar para chegar a Hut Point a 1 de Março. A última etapa da sua viagem foi interrompida por uma tempestade de neve, que os bloqueou por 24 horas. A 27 de Fevereiro, estando eles a 61 km do abrigo, Marshall foi-se abaixo. Shackleton decidiu que ele e Wild seguiriam para Hut Point esperando encontrar o navio e mantendo-o lá até que os outros dois homens fossem salvos. Chegaram ao abrigo a 28 de Fevereiro. À espera de ver o navio nas proximidades, pegaram fogo a uma pequena cabana que servia para realizar observações magnéticas. Pouco depois, o Nimrod, que tinha estado ancorado na língua glaciar, apareceu: "Foi a melhor coisa que alguma vez vimos", escreveu Wild. Só passado três dias é que Adams e Marshall foram resgatados da Barreira, e, a 4 de Março, estando todo o grupo estava a bordo, Shackleton deu ordem para avançar a todo-o-vapor em direcção a norte.

### Grupo Norte
Enquanto preparava a sua viagem ao sul, Shackleton deu instruções a Edgeworth David para liderar um grupo à terra de Vitória, para realizar pesquisas nos campos magnético e geológico. O grupo devia tentar chegar ao Polo magnético e efectuar trabalhos geológicos nos vales secos de McMurdo. O grupo de David, para além dele, consistia em Douglas Mawson e Alistair Mackay. Os trenós seriam puxados pelos membros do grupo; os cães ficariam na base para serem utilizados na instalação de depósitos e outros trabalhos de rotina. O grupo tinha ordem para colocar a Union Jack no Polo magnético e de tomar a propriedade da terra de Vitória para o Império Britânico. Depois de vários dias a preparar a viagem, partiram a 5 de Outubro de 1908, sendo os primeiros quilómetros efectuados com o veículo motorizado.

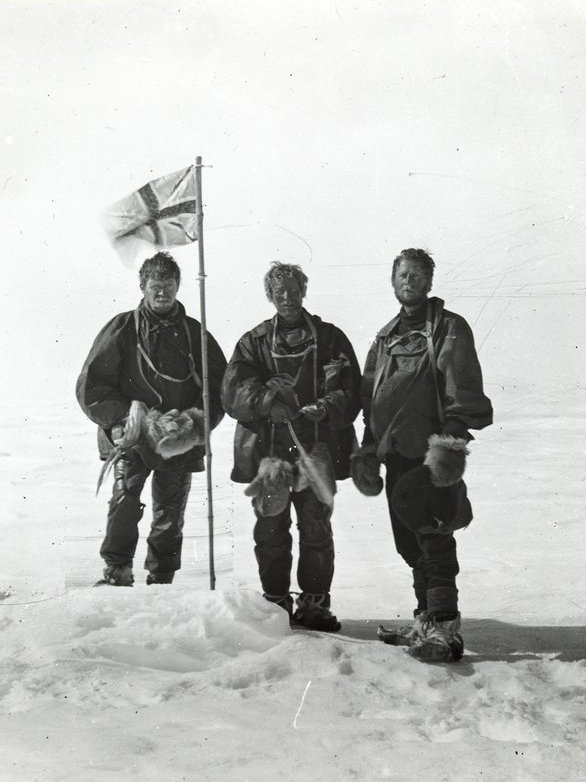
(da esq. para a dta.) Mackay, Edgeworth David, e Mawson no Polo Sul magnético a 17 de Janeiro de 1909

Devido às condições do gelo e das condições meteorológicas adversas, o progresso inicial foi lento. No final de Outubro, já tinham atravessado o estreito de McMurdo e avançado 100 km na difícil costa da terra de Vitória. Neste ponto, decidiram concentrar os seus esforços para alcançar o Polo magnético. Depois de passarem pela língua de gelo Nordenskjold e pelo perigoso glaciar Drygalski, deixaram a costa e dirigiram-se para noroeste, em direcção à localização aproximada do Polo magnético. Antes disso, David passou por sérias dificuldades depois de ter caído numa fenda, sendo salvo por Mawson.
O caminho para o planalto foi feito através de um difícil, e labiríntico, glaciar (mais tarde designado por Glaciar Reeves, em homenagem ao principal cartógrafo da Real Sociedade Geográfica), que acabou por levá-los até uma superfície de neve mais consistente, a 27 de Dezembro. Isto permitiu-lhes deslocarem-se mais rapidamente, a um ritmo de 19 km por dia, e a realizar observações magnéticas. A 16 de Janeiro, aquelas observações mostraram-lhes que se encontravam a 24 km do Polo magnético. No dia seguinte, a 17 de Janeiro de 1909, chegaram ao seu objectivo, fixando a posição do Polo a 72° 15′ S, 155° 16′ E, a uma altitude de 2210 m. Numa cerimónia, realizada em silêncio, David tomou posse daquela região para o Império Britânico.
Exaustos e com pouca comida, os homens tinham uma longa viagem de 460 km de regresso, com apenas 15 dias para a efectuar, para se encontrarem com o Nimrod. Embora estivessem cada vez mais fracos, continuaram a sua marcha, mantendo as mesmas distâncias e, a 31 de Janeiro encontravam-se a 30 km do ponto de encontro combinado. Novamente, o mau tempo atrasou-os, e o encontro com o navio só aconteceu a 2 de Fevereiro. Nessa noite, no meio de um mar cheio de blocos de neve flutuante, o Nimrod passou por eles, incapaz de alcançá-los. Dois dias mais tarde, no entanto, depois de o navio virar para sul, o grupo foi avistado e resgatado; na pressa para entrar a bordo, Mawson caiu por uma fenda com mais de 5 m de profundidade. O grupo tinha efectuado uma marcha durante quatro meses e usavam a mesma roupa com a qual tinham partido de cabo Royds; "o cheiro era insuportável". Antes do resgate, o Nimrod tinha recolhido o grupo geológico que incluía Priestley, Brocklehurst e Bertram Armytage, que tinham estado a realizar trabalhos neste campo na região do glaciar Ferrar.

### Rescaldo

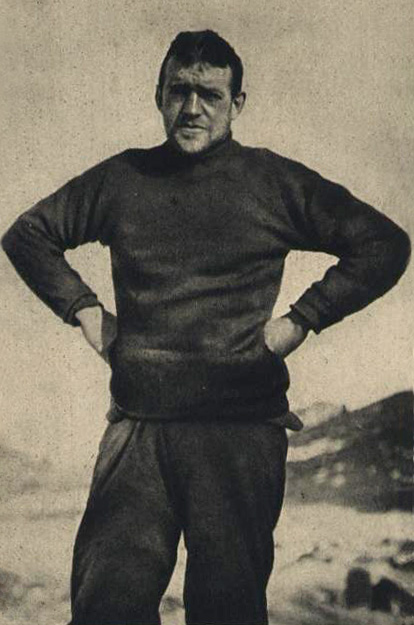
Sir Ernest Shackleton: "O que Nansen é para o Norte, Shackleton é para o Sul"—Roald Amundsen

No dia 23 de Março de 1909, Shackleton desembarcou na Nova Zelândia e enviou uma mensagem por cabo, de 2 500 palavras, com o relato da expedição, para o jornal londrino Daily Mail, com o qual ele tinha contrato exclusivo. No meio dos elogios e aclamações que Shackleton recebeu da comunidade de exploradores, incluindo os de Nansen e Amundsen, a reacção da Real Sociedade Geográfica foi mais discreta. O seu ex-presidente, Sir Clements Markham, exprimiu a sua descrença sobre a latitude que Shackleton afirmava ter atingido. Porém, a 14 de Junho, Shackleton foi recebido na Estação de Charing Cross, em Londres, por uma vasta multidão, que incluía o presidente da RSG, Leonard Darwin, e um muito relutante capitão Scott.
Em relação à latitude reclamada, a razão para duvidar da sua precisão era que, após o dia 3 de Janeiro, todos os cálculos do posicionamento eram baseados em navegação estimada; ou seja, os cálculos tinham por variáveis a direcção, a velocidade e a duração da marcha. A última observação capaz, a 3 de Janeiro, tinha calculado a latitude em 87° 22′ S. As tabelas de distância de Shackleton mostram que, nos três dias seguintes, o grupo percorreu apenas 74 km para chegar à próxima latitude estimada de 88° 7′ S, a 6 de Janeiro. Nos dois dias seguintes ficaram presos por uma tempestade. A 9 de Janeiro de 1909, a tabela mostra que o grupo percorreu 30 km desde o último acampamento para atingir a sua latitude máxima, e a mesma distância de regresso ao dito acampamento. Esta distância, num único dia, excede, em muito, as distâncias efectuadas em outras etapas da viagem. Shackleton explicou que se devia ao facto de terem feito alguns percursos "em parte a correr, em parte a andar ", sem trenó ou outro equipamento. Cada membro do grupo reafirmou a sua crença na latitude atingida, e ninguém encontrou algo que lhes fizesse duvidar da sua palavra.
O reconhecimento oficial do trabalho de Shackleton chegou com a sua nomeação como Comandante da Real Ordem Vitoriana entregue pelo rei que, mais tarde, lhe concederia o título de Cavaleiro. A RSG entregou-lhe uma medalha de ouro, ainda assim com reservas — "Não pretendemos dar o mesmo valor a esta medalha como a que demos ao Capitão Scott", lembrou um oficial. Embora aos olhos do público ele fosse um herói, o retorno financeiro da expedição estimado por Shackleton não se materializou. Os altos custos da expedição e a necessidade de pagar os empréstimos, significavam que a sua imagem só seria salva se o governo entregasse 20 000 libras.
| My South Polar expedition por Ernest Shackleton, gravado em 30 de Março de 1910 |
| ------------------------------------------------------------------------------- |
|                                                                                 |

A latitude máxima atingida na expedição manteve-se durante mais três anos, até ao dia em que Amundsen chegou ao Polo Sul, a 15 de Dezembro de 1911. Pelos seus feitos, Shackleton recebeu um elogio de: "O que Nansen é para o Norte, Shackleton é para o Sul ". A partir desta data, a ambição de Shackleton passou a ser a travessia do continente antárctico, o qual ele tentou, sem sucesso, na Expedição Transantártica Imperial (1914–17). O seu estatuto de figura destacada na Idade Heróica da Exploração da Antártida foi, contudo, assegurado. Também outros membros da Expedição Nimrod alcançaram a fama nos anos seguintes. Edgeworth David, Adams, Mawson e Priestley receberam o título de Cavaleiro, e os dois últimos continuaram na exploração do Polo Sul, sem, no entanto, voltarem ao sul com Shackleton. Mawson liderou a Expedição Antártica Australasiática (1911–13) e Priestley fez parte da equipa científica da Expedição Terra Nova. Frank Wild foi o segundo-no-comando na Expedição Transantártica Imperial e na Expedição Shackleton–Rowett, onde assumiu o comando depois da morte de Shackleton na Geórgia do Sul, em 1922. Dez anos depois do seu regresso à Antárctida, o Nimrod partiu-se no mar do Norte, depois de encalhar nas areias de Barber Sands ao largo da costa de Norfolk, a 31 de Janeiro de 1919. Apenas dois dos 12 membros da tripulação sobreviveram.
Em 2010, foram recuperadas, quase intactas, várias garrafas de uísque deixadas em cabo Royds em 1909. As bebidas foram analisadas pela destilaria Whyte&Mackay que produziu algumas garrafas, com base na fórmula original, para venda. Parte da sua receita reverteu a favor do Antarctic Heritage Trust da Nova Zelândia que descobriu as garrafas.